# Gastrotheca ovifera
Espèce
Synonymes
- Notodelphys ovifera Lichtenstein & Weinland, 1854
- Notodelphis dorsigera Schlegel, 1858
- Hyla vogli Müller, 1938

Statut de conservation UICN

 EN B1ab(iii,v) : En danger
Gastrotheca ovifera est une espèce d'amphibiens de la famille des Hemiphractidae.

## Répartition
Cette espèce est endémique du Venezuela. Elle se rencontre de 800 à 1 800 m d'altitude dans la Cordillère de la Costa.

## Publication originale
- Lichtenstein & Weinland, 1854 : Über eine neue Gattung von Fröschen und die an derselben von dem Gehülfen bei der zoologischen Sammlung. Bericht über die zur Bekanntmachung geeigneten Verhandlungen der Königlichen Preussischen Akademie der Wissenschaften zu Berlin, vol. 1854, p. 372-374 (texte intégral).